# Andrea Pallanch
Andrea Pallanch (Trento, 1º settembre 1964) è un ex calciatore italiano, di ruolo centrocampista.

## Carriera

### Giocatore
Ha esordito in Serie C1 nella stagione 1981-1982 con la maglia del Trento, squadra della sua città natale; l'anno seguente ha fatto parte della rosa dell'Udinese in Serie A, senza però mai scendere in campo in partite ufficiali con la prima squadra. Dopo un'ulteriore stagione in terza serie con la maglia del Trento, nella quale ha giocato 16 partite senza mai segnare, ha disputato un campionato in Serie C1 con la Casertana, mettendo a segno 3 reti in 33 presenze. L'anno seguente ha vestito la maglia del Palermo, con cui ha disputato la prima stagione della sua carriera in Serie B, mettendo a segno 4 reti in 34 incontri disputati nella serie cadetta. A fine stagione è stato ceduto in prestito al Cagliari, dove ha giocato altre 30 partite in seconda serie, senza mai segnare; è rimasto con la squadra sarda anche nella stagione 1987-1988, disputata in Serie C1. Dopo una stagione in Interregionale con l'Imola è tornato a giocare in un campionato professionistico nel 1989 con la maglia del Chieti, con cui ha totalizzato 3 gol in 29 presenze in Serie C2 nella stagione 1989-1990. Ha poi giocato altri 3 campionati consecutivi con i neroverdi, il primo (vinto) in quarta serie ed i successivi due in Serie C1. Nella stagione 1993-1994 ha vinto il Campionato Nazionale Dilettanti con la maglia della Nocerina, dove è rimasto anche per la prima parte della stagione successiva prima di tornare al Trento, in Serie C2. A partire dalla stagione 1995-1996 è però tornato alla Nocerina, nel frattempo promossa in Serie C1; ha disputato tre campionati consecutivi di Serie C1 con i molossi, di cui è anche diventato capitano e con la cui maglia ha disputato un totale di 113 partite con 23 gol segnati, giocando anche la finale della Coppa Italia Serie C 1996-1997, persa contro il Como. Dopo l'addio alla Nocerina ha giocato per una stagione nel Campionato Nazionale Dilettanti e per una stagione in Serie C2 con il Sant'Anastasia, prima di chiudere la carriera da calciatore con i trentini del Vallagarina in Eccellenza, con un intermezzo in Promozione nella stagione 2002-2003 (chiusa al secondo posto in classifica con conseguente promozione nella categoria superiore).

### Allenatore
Ha allenato il Vallagarina in Eccellenza e l'Arco in Promozione nella stagione 2010-2011. Dal novembre 2013 allena l'Isera, squadra trentina di Prima Categoria; nel 2018 passa ad allenare il Volano, squadra di Promozione.
Dal 2019 al 2022 ha allenato la categoria Allievi Elite della società sportiva trentina Calisio Calcio, con cui ha vinto il campionato regionale Under-17 Elite nella stagione 2021-2022. 
Dal 2022 al 2023 ha allenato l'Audace, squadra neopromossa in Prima Categoria trentina.
Dopo un solo anno passa al Borgo, squadra retrocessa dalla Promozione in Prima Categoria trentina.

## Palmarès

### Giocatore

#### Competizioni nazionali
- Campionato italiano Serie C2: 1

Chieti: 1990-1991
- Campionato Nazionale Dilettanti: 1

Sant'Anastasia: 1998-1999

### Allenatore

#### Competizioni giovanili
- Campionato regionale Allievi: 1

Calisio: 2021-2022